# Aznakajevo
Aznakajevo (oroszul: Азнакаево, tatár nyelven: Азнакай) város Oroszországban, Tatárföldön, az Aznakajevói járás székhelye. 
Népessége: 34 853 fő (a 2010. évi népszámláláskor).

## Elhelyezkedése
Tatárföld keleti részén, Kazanytól 376 km-re keletre, a Bugulma-belebeji-hátság lejtőjén helyezkedik el, a Sztyarle folyó partján. 34 km-re északnyugatra fekszik az Uljanovszk–Ufa vasútvonal Jutaza nevű állomásától. 

## Gazdasága
A település 1762-ben keletkezett. 1931-ben lett járási székhely, 1987 óta város. Körzetében az 1950-es évek elején kezdődött az olajkitermelés, és Aznakajevo az 1980-as évekre Tatárföld délkeleti iparvidékének egyik központja lett. A városban a körzet olajbányászatát kiszolgáló vállalatok létesültek, és itt van a Tatnyefty nevű olajkonszern egyik igazgatóságának (Aznakajevszknyefty) székhelye. 

## Népessége
| Év   | Népesség |
| ---- | -------- |
| 1939 | 2000     |
| 1959 | 11 700   |
| 1970 | 21 900   |
| 1979 | 26 700   |
| 1989 | 32 200   |
| 2002 | 35 400   |
| 2010 | 34 853   |